# لوئیسکا کامپیسی
لوئیسکا کامپیسی (انگلیسی: Luisito Campisi؛ زادهٔ ۱۹ فوریهٔ ۱۹۸۷) بازیکن فوتبال اهل ایتالیا است.
از باشگاه‌هایی که در آن بازی کرده‌است می‌توان به باشگاه فوتبال هلاس ورونا، باشگاه فوتبال مونتسا، و باشگاه فوتبال آتالانتا اشاره کرد.
وی همچنین در تیم‌های ملی فوتبال زیر ۱۶ سال ایتالیا و زیر ۱۹ سال ایتالیا بازی کرده‌است.